# Кустанайазбест
«Кустанайазбест» — відкрите акціонерне товариство, гірниче підприємство в Республіці Казахстан.
Монополіст виробництва хризотил-азбесту в Казахстані і один з найбільших світових продуцентів хризотил-азбесту у світі.

## Історія
Розробляє родовище хризотил-азбесту з 1964 року.

## Характеристика
Продуктивність по хризотил-азбесту — 400 тис.т/рік. Комбінат виробляє 12 марок азбесту: А-3-60, А-3-50, А-4-30, А-4-20, А-4-10, А-4-5, А-5-65, А-5-50, А-6-45, А-6-40, А-6-30, А-6-20. Продукція комбінату поставляється у 20 країн світу.